# Cesarstwo Łacińskie
Cesarstwo Łacińskie, właściwie Imperium Romaniae (w historiografii określane także jako Łacińskie Cesarstwo Konstantynopola) – państwo utworzone przez krzyżowców podczas IV wyprawy krzyżowej, po zdobyciu Konstantynopola. Istniało w latach 1204–1261. Po upadku jego tereny wróciły do Cesarstwa Bizantyńskiego.

## Powstanie
Po zdobyciu przez łacinników miasta Zadar w Dalmacji, co miało być zapłatą za zapewnienie transportu do Ziemi Świętej, z prośbą o pomoc dla swojego ojca zwrócił się syn obalonego cesarza bizantyjskiego Izaaka II Angelosa. W zamian obiecał przyszłą pomoc wojskową dla krzyżowców, wynagrodzenie oraz zniesienie schizmy wschodniej. W roku 1203 krzyżowcy przystąpili do oblężenia Konstantynopola, który poddał się. Na tronie osadzono Izaaka II, jednak rok później nowy cesarz został obalony, a łacinnicy wobec niewywiązania się Bizantyjczyków ze złożonych obietnic zdobyli miasto i je złupili. W miejsce Cesarstwa Bizantyńskiego utworzone zostało Cesarstwo Łacińskie, którego pierwszym cesarzem został hrabia Flandrii Baldwin I, koronowany 16 maja 1204 roku.

## Upadek
Cesarstwo Łacińskie zgłaszało pretensje do wszystkich ziem będących pod kontrolą Cesarstwa Bizantyjskiego w momencie upadku Konstantynopola. Faktyczną władzę zwierzchnią sprawowało jednak tylko nad częścią tego obszaru, w tym państwami lennami (które przetrwały upadek Cesarstwa Łacińskiego): Księstwem Achai, Królestwem Tesaloniki, Księstwem Aten. Reszta pozostałości po Cesarstwie Bizantyjskim znalazła się pod kontrolą różnych, konkurujących ze sobą arystokratów bizantyjskich (Cesarstwo Nicejskie, Despotat Epiru, Cesarstwo Trapezuntu).
Do osłabienia Cesarstwa Łacińskiego przyczyniały się najazdy Bułgarów oraz opór ludności grecko-słowiańskiej. Liczne próby odbicia Konstantynopola podejmowało Cesarstwo Nicejskie, zakończone sukcesem 25 lipca 1261 roku, kiedy to Michał VIII Paleolog, dzięki akcji Aleksego Strategopulosa zdobył Konstantynopol i usunął z tronu Baldwina II, ostatniego cesarza łacińskiego (jakkolwiek Baldwin II i jego spadkobiercy używali tego tytułu jeszcze przez ponad sto lat).